# 울도군
울도군(鬱島郡)은 울릉도(鬱陵島)의 과거 행정구역이었다. 대한제국 시기인 1900년 10월에 5등군으로 설치되었으며, 일제강점기 시대인 1915년에 폐지되었다. 2022년 현재 울릉군(鬱陵郡) 지역을 관할하였다.

## 연혁
- 1900년 10월 25일, 강원도 울도군 설치[2]
- 1903년, 군청 소재지를 북면(北面) 태하동(台霞洞)에서 남면(南面) 도동(道洞)으로 이전[3]
- 1906년, 울도군 소속을 경상남도로 이속하고 북면과 남면의 일부를 분할하여 서면(西面) 신설
- 1910년, 북면 천부동을 분할하여 석포동을 설치
- 1914년, 경상남도에서 경상북도로 소속 변경
- 1915년 5월 1일, 울도군 폐지 : 울도군을 울릉도로 개편[4]

## 공공기관
- 울도군청
- 울릉도순사주재소
- 울릉도우편소

## 역대 군수
- 1대, 1900년 ~ 1901년 : 배계주(裵季周, 1850년 2월 24일 ~ 1918년 2월 15일)
- 2대, 1901년 ~ 1902년 : 강영우(姜泳禹)
- 3대, 1902년 ~ 1903년 : 배계주(裵季周)
- 4대, 1903년 ~ 1907년 : 심흥택(沈興澤, 1855년 ~ ?)
- 5대, 1907년 ~ 1907년 : 구연수(具然壽, 1866년 10월 8일 ~ 1925년 5월 6일)
- 6대, 1907년 ~ 1909년 : 심능익(沈能益)
- 7대, 1909년 ~ 1911년 : 전태흥(全泰興, 1868년 3월 22일 ~ ?)
- 8대, 1912년 ~ ? : 홍종욱(洪鍾旭, 1884년 2월 2일 ~ ?)

## 같이 보기
- 울릉군
- 울릉도